# Griechische Fußballnationalmannschaft (U-19-Junioren)
Die griechische Fußballnationalmannschaft der U-19-Junioren ist die Auswahl griechischer Fußballspieler der Altersklasse U-19. Sie repräsentiert die Elliniki Podosferiki Omospondia auf internationaler Ebene, beispielsweise in Freundschaftsspielen gegen die Auswahlmannschaften anderer nationaler Verbände, aber auch bei der seit 2002 in dieser Altersklasse ausgetragenen Europameisterschaft. Die Mannschaft konnte sich fünfmal sportlich für die Endrunde qualifizieren und nahm einmal als automatisch qualifizierter Gastgeber teil. Sie konnte zweimal das Finale erreichen, wo sie jeweils gegen Spanien verlor. Nur viermal scheiterte die Mannschaft bereits in der ersten Qualifikationsrunde.

## Teilnahme an U-19-Europameisterschaften
- 2002: nicht qualifiziert (in der 2. Runde gescheitert)
- 2003: nicht qualifiziert (in der 2. Runde gescheitert)
- 2004: nicht qualifiziert
- 2005: Gruppenphase
- 2006: nicht qualifiziert  (als sechstschlechtester Gruppendritter die Eliterunde verpasst)
- 2007:  Vize-Europameister
- 2008: Gruppenphase
- 2009: nicht qualifiziert  (in der Eliterunde gescheitert)
- 2010: nicht qualifiziert (aufgrund weniger Tore in der Eliterunde gescheitert)
- 2011: Gruppenphase
- 2012:  Vize-Europameister
- 2013: nicht qualifiziert  (in der Eliterunde gescheitert)
- 2014: nicht qualifiziert  (in der Eliterunde gescheitert)
- 2015: Halbfinale
- 2016: nicht qualifiziert  (in der Eliterunde gescheitert)
- 2017: nicht qualifiziert  (in der Eliterunde gescheitert)
- 2018: nicht qualifiziert  (in der Eliterunde gescheitert)
- 2019: nicht qualifiziert  (in der Eliterunde gescheitert)
- 2020: abgesagt: nicht qualifiziert (als viertschlechtester Gruppendritter die abgesagte Eliterunde verpasst)
- 2022: nicht qualifiziert (als viertbester Gruppendritter die Eliterunde verpasst)

| Bilanz     | Bilanz | Bilanz | Bilanz | Bilanz      | Bilanz | Bilanz    | Bilanz       |
| Runde      | Spiele | Siege  | Remis  | Niederlagen | Tore   | Gegentore | Tordifferenz |
| ---------- | ------ | ------ | ------ | ----------- | ------ | --------- | ------------ |
| 1. Runde   | 054    | 27     | 11     | 16          | 105    | 59        | 46           |
| Eliterunde | 044    | 19     | 08     | 17          | 62     | 60        | 02           |
| Endrunde   | 023    | 08     | 05     | 10          | 21     | 30        | −9           |
| Gesamt     | 121    | 54     | 24     | 43          | 188    | 149       | 39           |